# Florian Dąbrowski
 Florian Alojzy Dąbrowski (* 2. Mai 1913 in Rosko; † 20. November 2002 in Posen) war ein polnischer Komponist und Musikpädagoge.
Dąbrowski studierte von 1930 bis 1939 am Städtischen Konservatorium von Bydgoszcz Musiktheorie bei Stefan Bolesław Poradowski und Klavier bei Edmund Rezler und erlangte in der Klasse von Poradowski an der Musikhochschuler Posen 1948 das Diplom im Fach Komposition. 1945 gründete er eine Musikschule in Bydgoszcz, wo er bis 1951 Musiktheorie unterrichtete.
Von 1951 bis 1954 war Dąbrowski Professor und Rektor an der Musikhochschule Sopot, danach unterrichtete er Musiktheorie und Komposition an der Musikhochschule Posen. Zudem war er von 1969 bis 1975 Vizepräsident des Vorstandes des polnischen Komponistenverbandes. Er begründete das Festival für zeitgenössische Musik Poznańska Wiosna. Er veröffentlichte Kolumnen und Kritiken in den Musikzeitschriften Arkona, Gazeta Pomorska, Ilustrowany Kurier Codzienny, Nowy Tor, Pomorze, Ziemia Pomorska, Słowo Powszechne, Pro Sinfornica(sic), Nurtbund Ruch Muzyczny und zählte zu den Herausgebern der Schriftenreihe Res Facta.
Dąbrowska war mit der Pianistin Olga Iliwicka-Dąbrowska verheiratet.

## Werke
- Rapsodia Bałtyku für gemischten Chor (1936)
- Bańki mydlane für dreistimmigen Kinderchor (1940)
- Stabat Mater für gemischten Chor (1940)
- Suita kujawska für Sopran, Kinderchor und kleines Sinfonieorchester (1946)
- Suita kaszubska für Sopran, Kinderchor und kleines Sinfonieorchester (1946)
- Krakowiaki für Orchester (1946)
- Mała uwertura krakowska für Orchester (1947)
- Trojak für Orchester (1947)
- Litania do Dziewicy Świętej für Sopran, Kinderchor und kleines Sinfonieorchester (1947)
- Odejście Fryderyka, Kantate für Sopran, gemischten Chor und Orchester (1948)
- Suita tańców ludowych für Orchester (1948)
- Impresje kurpiowskie für Orchester (1948)
- Na wsi für Orchester (1950)
- Zabawa na Kujawach für Orchester (1950)
- Suita für Orchester (1950)
- Krakowiak podhalański für Orchester  (1951)
- Suita pieśni i tańców polskich für Stimme und Kammerensemble (1951)
- 3 Tańce dziecięce für Orchester  (1952)
- Mała muzyka dziecięca für Orchester  (1952)
- Szkice baletowe für Orchester  (1953–1954)
- Wariacje für Orchester  (1954)
- Missa brevis für gemischten Chor (1954)
- Humoreska kujawska (1954)
- Uwertura koncertowa für Orchester  (1955)
- Notturno für Orchester  (1956)
- Tryptyk für Orchester  (1956)
- Tryptyk für Solo, Chor, Sprecher und Kammerorchester (1957–1958)
- Uwertura symfoniczna für Orchester  (1962)
- Kantata „Pomorze“ (1962)